# ディズニー・クエスト・シカゴ
ディズニー・クエスト・シカゴ(DisneyQuest Chicago)は、イリノイ州シカゴ市にかつて存在した室内型テーマパーク「ディズニー・クエスト」の第2号施設である。
ウォルト・ディズニー・カンパニーの4大部門内の1つディズニー・パークス・エクスペリエンス・プロダクツ（ディズニー・リージョナル・エンターテイメント）が運営していた。

## 沿革
- 2000年夏 - ディズニー・クエストの第2号施設としてシカゴ市内にオープン。ESPNゾーンと併設され、ウォルト・ディズニー社のシカゴ事業の中心として期待された。
- 2001年6月7日 - ウォルト・ディズニー社が、ディズニー・クエスト・シカゴの閉鎖を発表。理由は、治安の悪い地域に建設したという立地条件の悪さから、期待した入場者数が集まらなかったためとされる。[1]
- 2001年9月1日 - 閉鎖。